# إقناع (رواية)

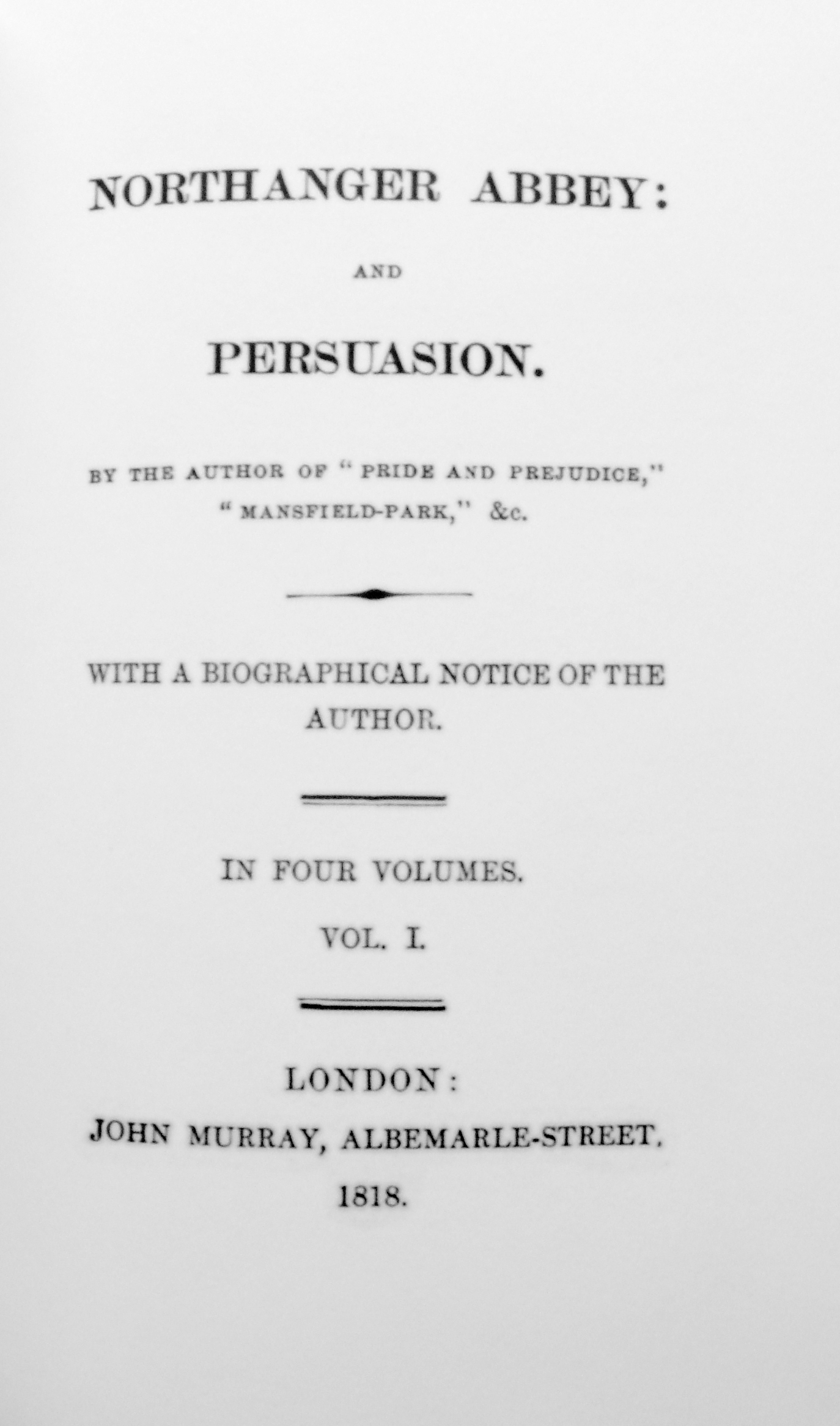
غلاف النسخة الأصلية

إقناع (بالإنجليزية: Persuasion)‏ لجاين أوستن، هي آخر رواية نشرتها أوستن. بدأت بكتابة الرواية بعدما انتهت كتابة رواية إيما، حيث انهتها في أغسطس 1816. ماتت اوستن في 1817 عن عمر ينازه 41. ولكن لم تنشر هذه الرواية حتى العام 1818.
رواية الإقناع مرتبطة برواية أخرى لجاين وهي مرتبطة بروايتها دير نورثانجر، ليس لأنهما في الأصل نشرا معاً في كتاب واحد ولكن أيضاً تدور قصة الروايتين في باث، حيث قطنت هناك اوستن من 1801 إلى 1805.

## ملخص الرواية

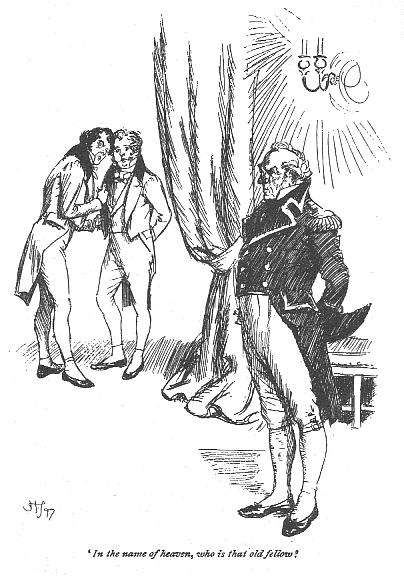
رسم توضيحي في الفصل الأول من رواية "إقناع"

آن اليوت هي ابنة السير والتر اليوت، بارون يعطي أهمية كبيرة لوسامته ومكانته بالمجتمع ويصرف كميات هائلة من أمواله. أم آن الحنونة ماتت قبل مدة. وأختها اليزابيث تشبه أباها في العديد من الطرق. أخت آن الصغيرة ماري هي امرأة متذمرة ومعتمدة كثيرا على غيرها، متزوجة من تشارلز ماسجروف الوريث لقاضي محترم. لا أحد من عائلتها، يمكن أن يعطي آن الرفقة التي تريدها، التي في ال27 من عمرها والغير متزوجة، في طريقها إلى العنوسة.
بعد أن طلب يدها وينتورث وهي في ال19 من عمرها، يتم إقناع آن بالعدول عن هذا الالتزام من قبل صديقة أمها المقربة الأرملة لايدي راسل. لايدي راسل تشكك بحكمة آن من الزواج بوينتورث، الملازم البحري الفقير بلا عائلة أو أي صلات جيدة.
يرجع وينتورث في حياة آن بعد غياب طويل، عندما يضطر أبو آن لبيع بيته إلى زوج أخت وينتورث، الأميرال كروفت. نجاح وينتورث في الحرب النابولية يكسبه ترقية ويُعطى وينتورث مبلغ مالي قدره 25,000£، كجائزة لقبضه على أعداء في الحرب. آل ماسجروف يرحبون بوينتورث وآل كروفت بحرارة للحي. اثنان من بنات ماسجروف يعجبان بوينتورث كثيرا بالرغم من أن إحداهما، هينريتا، مخطوبة من ابن عمها. بالرغم من ذلك يظل آل ماسجروف يخمنون أي من البنتين سيتزوج وينتورث.
زيارة كابتين وينتورث لصديق مقرب له، تنتج رحلة إلى المكان الذي يعيش فيه صديقه. وخلال هذه الرحلة إلى البحر تقع لويزا، إحدى بنات ماسجروف، وتصبح في خطر شديد. وهنا تصرفات آن للعناية بلويزا تجعل وينتورث يعجب بها من جديد.
تحسن حالة لويزا يكون بطيء وثقتها بنفسها تهتز بشدة. لذا حالتها هذه تستوجب من صديق وينتورث، الحزين على موت خطيبته، العناية بها. وهكذا تتم الخطبة بينهما.
في هذا الوقت، السير والتر واليزابيث يذهبان للعيش في باث. ويأملان العيش في طريقة ملائمة لبارون وعائلته مع نفقة أقل إلى أن تصبح أوضاعهما المادية مستقرة. ابن أخ السير والتر، وليام اليوت، الذي أهان السير والتر من قبل، يظهر ويريد التصالح مع عمه. اليزابيث تشك بأنه معجب بها ولكن اللايدي راسل تعرف أنه معجب في الحقيقة بآن.
بالرغم من أن وليام اليوت يبدو بأنه رجل محترم إلا أن آن لا تثق به، وتجد أن شخصيته غامضة. تظهر لها الحقيقة صديقة قديمة وتخبرها بأن وليام اليوت جاء لمجرد الورثة وأن هذا سبب رغبته في الزواج منها.
يأتي آل ماسجروف إلى باث لشراء ملابس الزفاف لابنتهم لويزا. وكابتين وينتورث وصديقه يرافقاهم. وفي مشهد يناقش كل من آن وصديق وينتورث العلاقات ويسمعمهما وينتورث ويكتب رسالة مؤثرة إلى آن يخبرها بمشاعره اتجاهها ويطلب يدها مرة أخرى للزواج وبذلك يخطب وينتورث آن من جديد. وبالتالي تعترف لايدي راسل بخطئها اتجاه الكابتن وتبقى هي وآن أصدقاء.

## الشخصيات
- السير والتر اليوت—شخصية معقدة وبارون راضي بنفسه كثيرا، موت زوجته أدى إلى وضع العائلة في أوضاع مادية حرجة. لذا يترك بيته للأميرال كروفت ليسكن في سكن اقتصادي أكثر في باث.
- اليزابيث اليوت—البنت الأجمل والبكر للسير والتر، التي تشجع أباها على بذخه وإسرافه. هي وأباها يضعان مصالحهما دائماً أمام مصالح آن.
- آن اليوت—الابنة الثانية للسير والتر البالغة من العمر 27 سنة وهي غير متزوجة. هي ذكية جدا وكانت جميلة لكنها فقدت سحرها عندما فسخت خطبتها بالكابتن وينتورث. بسبب إقناع لايدي راسل لها بالعدول عن الخطبة.
- ماري ماسجروف—الابنة الأصغر للسير والتر، متزوجة لتشارلز ماسجروف. تسعى دائماً للحصول على الانتباه، وتدعي كثيرا بأنها مريضة عندما تكون منزعجة. ماري لا توافق على خطبة هينريتا من ابن عمها حيث تظن ماري بأنه أقل منها شأنا في المجتمع.
- تشارلز ماسجروف—زوج ماري ووريث آل ماسجروف. أراد الزواج من آن ولكن استقر مع ماري عندما رفضته آن بسبب حبها المستمر لوينتورث.
- لايدي راسل—صديقة لآل اليوت وخصوصاً لآن، التي هي بالنسبة لها: عرابتها. هي التي أقنعت آن بفسخ خطبتها من وينتورث. بالرغم من أن لديها حكمة أكثر من السير والتر إلا أن لديها نفس الاهتمام بالمكانة بالمنجتمع والصلات الجيدة.
- السيدة كلاي—أرملة فقيرة وابنة محامي السير والتر، والصديقة المقربة من اليزابيث. ترغب في الزواج من السير والتر.
- الكابتن وينتورث—ملازم بحري، كان مخطوب لفترة قصيرة من آن اليوت. في ذلك الوقت لم يكن لديه أي ثروة ولكن بسبب انتصاره في الحرب النابولية، أوضاع المادية تتحسن بشكل كبير.
- الأميرال كروفت—شخصية محبوبة، وهو زوج أخت الكابتن.
- صوفيا كروفت—أخت وينتورث وزوجة الأميرال. تعطي آن قدوة المرأة التي تتزوج من أجل الحب لا للمال.
- لويزا ماسجروف—الأخت الثانية لتشارلز ماسجروف، عمرها 19 سنة. لويزا شابة مفعمة بالحياة وهي قد عادت لتوها من المدرسة مع أختها الأخرى. يعجب بها الكابتن بسبب إصرارها على الأمور بعكس آن وفقدها لذلك. وبالنهاية تُخطب لصديق وينتورث، كابتن بينويك.
- هينريتا ماسجروف—الأخت الكبيرة لتشارلز ماسجروف، عمرها 20 سنة. هي مخطوبة من قبل لابن عمها تشارلز هايتر، ولكنها بالرغم من ذلك تعجب بشخصية وينتورث.
- كابتن جايمس بينويك—صديق كابتن وينتورث، فقدانه لخطيبته جعله يحب الشعر. حبه للقراءة يجعله من القليل الذين يجدون رفقة مع آن وذكائها. وفي النهاية يُخطب للويزا
- السيد وليام اليوت—قريب ووريث السير والتر، يبتعد عن العائلة بسبب زواجه، لامرأة أقل منه شأنا، لمالها. عندما تموت زوجته يظهر في حياة آل اليوت من جديد، ويظهر اهتمام خاص بآن ويرغب بزواجها. وبذلك تنتشر إشاعات عن خطبته هو وآن.

## وصلات خارجية
- اقناع على موقع الموسوعة البريطانية (الإنجليزية)

http://www.britannica.com/EBchecked/topic/453099/Persuasion